# Patrick Feehan
Pour les articles homonymes, voir Feehan.

Patrick Augustine Feehan (né le 28 août 1829 en Irlande - 12 juillet 1902 à Chicago) a été le premier archevêque de Chicago entre le 10 septembre 1880 et le 12 juillet 1902 durant la période où l'église de Chicago fut élevée au rang d'archidiocèse.